# Commoris modesta
Commoris modesta är en spindelart som beskrevs av Bryant 1943. Commoris modesta ingår i släktet Commoris och familjen hoppspindlar. Inga underarter finns listade i Catalogue of Life.